# Jadwiga Strzelecka (psycholog)
Jadwiga Strzelecka z domu Brzezińska (ur. 1917, zm. 25 września 2007 w Warszawie) – polska psycholog, wyróżniona medalem „Sprawiedliwy wśród Narodów Świata”.
Była żoną Juliusza Saloni, uczennicą profesora Stefana Baleya. Przez wiele lat pracowała w Wydawnictwie „Czytelnik” i Towarzystwie Przyjaciół Dzieci.
Za pomoc udzieloną Irenie Dąb-Rinaldi, Jurkowi Milejowskiemu, Irenie Dąb, Józefowi Dąb w czasie II wojny światowej w 1993 wraz z mężem odznaczona tytułem Sprawiedliwych wśród Narodów Świata. W 2007 odznaczona Krzyżem Komandorskim Order Odrodzenia Polski.
Pochowana 3 października 2007 na cmentarzu Powązkowskim (kwatera 119-2-16).

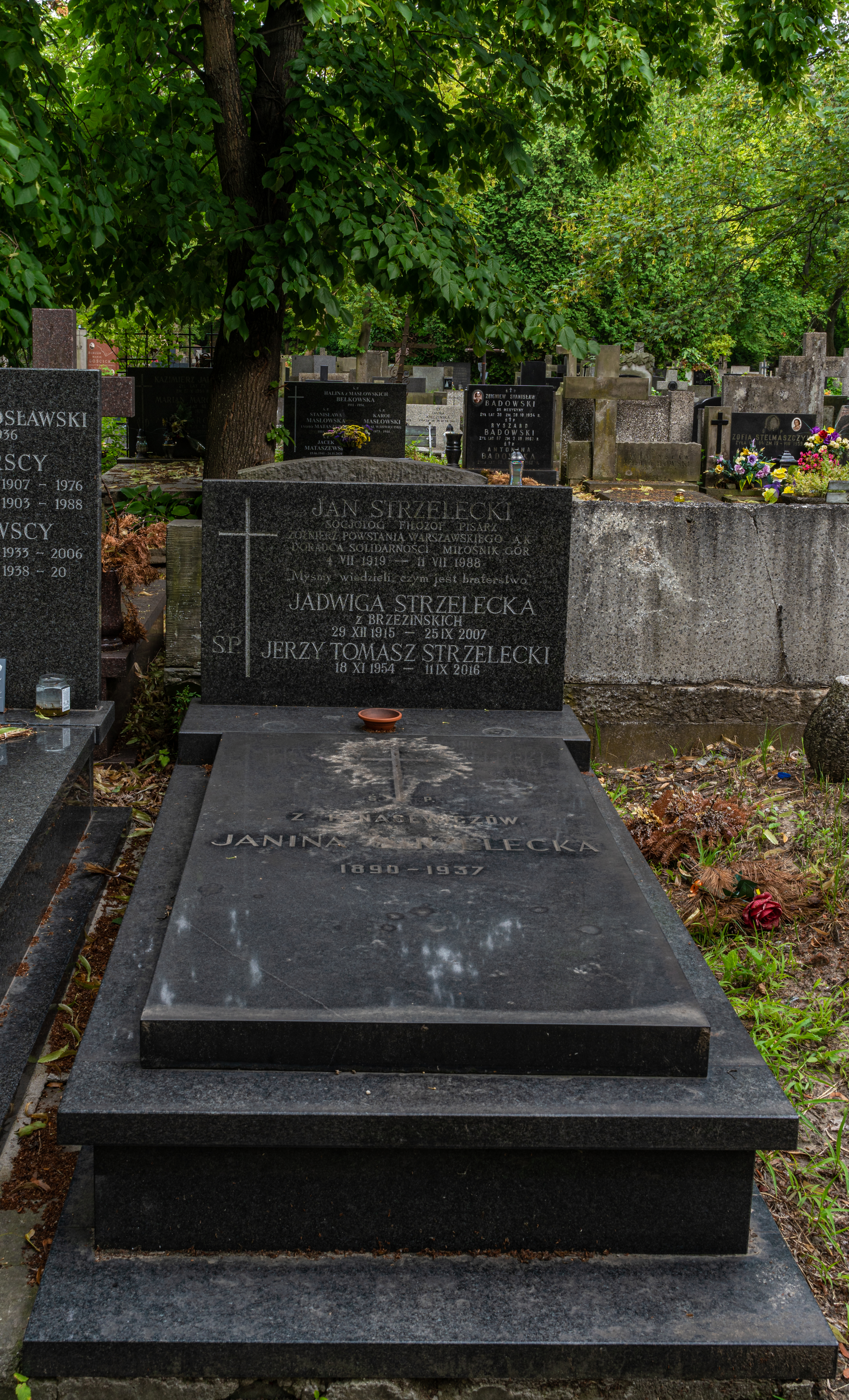
Grób Jadwigi Strzeleckiej na cmentarzu Powązkowskim